# 七间房乡
七间房乡，是中华人民共和国河北省保定市雄县下辖的一个乡镇级行政单位。

## 行政区划
七间房乡下辖以下地区：
大树刘庄村、梁沟一村、梁沟二村、梁沟三村、梁沟四村、辛口子村、七间房村、西大坞一村、西大坞二村、西大坞三村、西大坞四村、郝各庄村、三各庄村和三冢村。